# Отрадненский сельсовет (Новосибирская область)
Отрадненский сельсовет — сельское поселение в Куйбышевском районе Новосибирской области Российской Федерации.
Административный центр — село Отрадненское.

## История
Статус и границы сельского поселения установлены Законом Новосибирской области от 2 июня 2004 года № 200-ОЗ «О статусе и границах муниципальных образований Новосибирской области»

## Население
| 2002 | 2010 | 2012 | 2013 | 2014 | 2015 | 2016 |
| ---- | ---- | ---- | ---- | ---- | ---- | ---- |
| 1143 | ↘814 | ↘793 | ↘770 | ↘738 | ↘732 | ↘695 |
| 2017 | 2018 | 2019 | 2020 | 2021 |      |      |
| ↘687 | ↘675 | ↘659 | ↗662 | ↘654 |      |      |

## Состав сельского поселения
| № | Населённый пункт | Тип населённого пункта       | Население |
| - | ---------------- | ---------------------------- | --------- |
| 1 | Аккуль           | посёлок                      | ↘20       |
| 2 | Бурундуково      | деревня                      | ↘79       |
| 3 | Отрадненское     | село, административный центр | ↘631      |
| 4 | Патрушево        | село                         | ↘84       |